# Zankapfel
Zankapfel, Erisapfel oder Apfel der Zwietracht bezeichnet umgangssprachlich den Kern eines strittigen Themas, den zentralen Punkt der Auseinandersetzung, den Gegenstand eines Streits.

## Ursprung

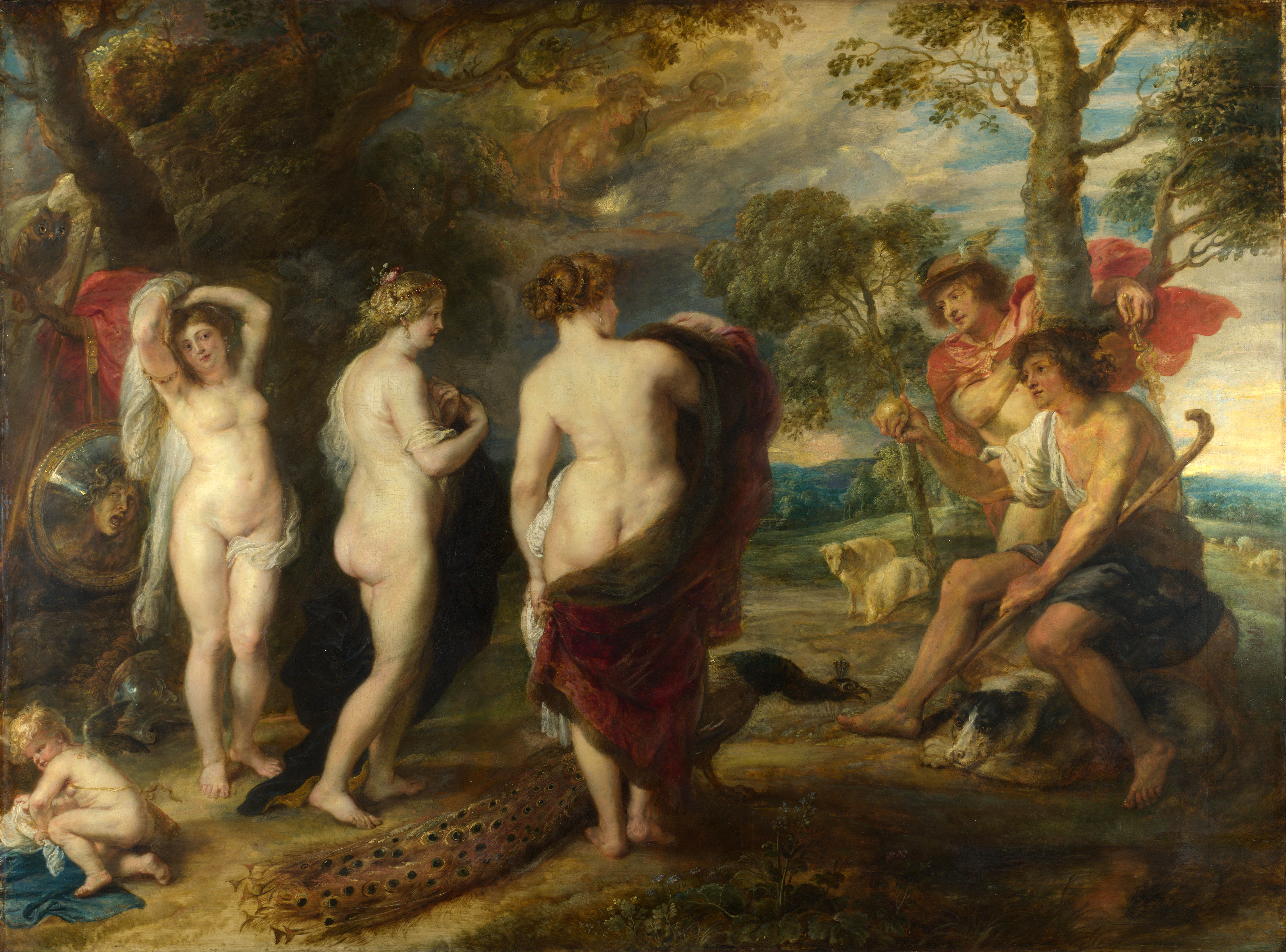
Das Urteil des Paris, Gemälde von Peter Paul Rubens, ca. 1636
(National Gallery, London)

Der Begriff geht zurück auf die griechische Mythologie. Der Zankapfel ist der Sage nach – wie sie von der Chrestomathie des Proklos, der Epitome zur Bibliotheke des Apollodor und in einem Scholion (einer erläuternden Notiz) zu Homers Ilias erzählt wird – der goldene Apfel der Zwietracht.
Bei der Hochzeit des Peleus und der Thetis (der späteren Eltern des Achilleus) soll die Göttin Eris (römisch Discordia) einen goldenen Apfel mit der Aufschrift „Für die Schönste“ (altgriechisch καλλίστῃ kallistē, lateinisch pulcherrimae) zwischen die Göttinnen geworfen haben, und zwar aus Ärger darüber, dass sie nicht eingeladen war. Zeus weigerte sich, den sogleich entstandenen Streit zwischen Hera, Athene und Aphrodite zu schlichten, wem denn nun der Apfel gebühre. Auf seine Anweisung hin musste Paris dies entscheiden. Paris entschied sich für Aphrodite, weil diese ihm im Gegenzug die Liebe von Helena, der schönsten aller irdischen Frauen versprach. Diese war allerdings bereits mit Menelaos, dem mit Griechenland verbündeten König von Sparta, verheiratet. Somit war der Zankapfel der Eris durch die aus dem Urteil des Paris resultierende Entführung Helenas ein zentraler Auslöser des Trojanischen Krieges.
Der Begriff lässt sich zuerst nachweisen bei dem spätantiken Schriftsteller Junianus Justinus, der von einem malum Discordiae spricht (XII, 15; XVI, 3).

## Adaption
Die Zwietracht, eine Fabel  von La Fontaine, bezieht den Apfel des Paris in die Handlung ein. 
Der zweite Band der Illuminatus!-Trilogie von Robert Anton Wilson und Robert Shea trägt den Titel Der Goldene Apfel, in Anspielung auf den Apfel der Eris. Dieser spielt außerdem eine zentrale Rolle im Diskordianismus als Symbol für das Chaos. Im Buch wird die Aufschrift des Apfels irrtümlich neugriechisch angegeben (καλλίστι, kallisti).